# سيمون كينغ
سيمون كينغ (بالإنجليزية: Simon King)‏ (11 أبريل 1983 بأكسفورد في المملكة المتحدة - ) هو لاعب كرة قدم بريطاني في مركز الدفاع. شارك مع منتخب إنجلترا لكرة القدم C ‏. أما مع النوادي، فقد لعب مع أكسفورد يونايتد ونادي إنفرنيس ونادي بارنت ونادي بليموث أرجايل ونادي غيلينغهام وThurrock F.C. ‏.

## وصلات خارجية
- سيمون كينغ على موقع قاعدة بيانات كرة القدم.إي يو (الإنجليزية)
- سيمون كينغ على موقع Soccerbase.com (لاعب) (الإنجليزية)